# アクサ・インベストメント・マネージャーズ
アクサ・インベストメント・マネージャーズ株式会社は、東京都港区に本社を置く運用会社、投資顧問会社である。世界最大級の保険・資産運用グループであるアクサグループグループの一社である。

## 沿革
- 1987年（昭和62年） - ローゼンバーグ・アセット・マネジメント株式会社として日本において業務開始
- 1988年（昭和63年） - 投資顧問業登録、及び、投資一任業認可取得
- 1996年（平成8年） - ローゼンバーグ・ノムラ・アセット・マネジメント株式会社に商号を変更
- 1999年（平成11年） - アクサ・グループとの資本・業務提携に伴い、アクサ・ローゼンバーグ・インベストメント・マネジメント株式会社に商号を変更
- 2002年（平成14年） - アクサ・グループ内のアクサ・インベストメント・マネージャーズ東京リミテッドにより、当該会社の投資顧問業務を事業譲受
- 2003年（平成15年）
  - 投資信託委託業認可取得
  - アクサ・インベストメント・マネージャーズ東京リミテッドの投資信託委託業務を事業譲受し、同社の日本における業務を統合
- 2006年（平成18年）
  - 証券業登録
  - 商号をアクサ・ローゼンバーグ証券投信投資顧問株式会社に変更
  - 投資顧問業務、投資信託委託業務及び証券業務を併営
- 2007年（平成19年） - 金融商品取引業者（第一種金融商品取引業、第二種金融商品取引業、投資助言・代理業、投資運用業）登録
- 2011年（平成23年） - 商号をアクサ・インベストメント・マネージャーズ株式会社に変更